# Braies
Pour les articles homonymes, voir Braie.
Braies (en allemand, Prags) est une commune italienne d'environ 650 habitants située dans la province autonome de Bolzano dans la région du Trentin-Haut-Adige dans le Nord-Est de l'Italie. La commune se trouve dans le val Pusteria.

## Toponymie
Le toponyme est attesté pour la première fois entre 965 et 973 comme Pragas, entre 1085 et 1097 comme Prages, et en 1298 comme Prags, et semble être d'origine pré-romaine, peut-être lié au terme celtique bracu (marais) ou barga (cabane).

## Géographie

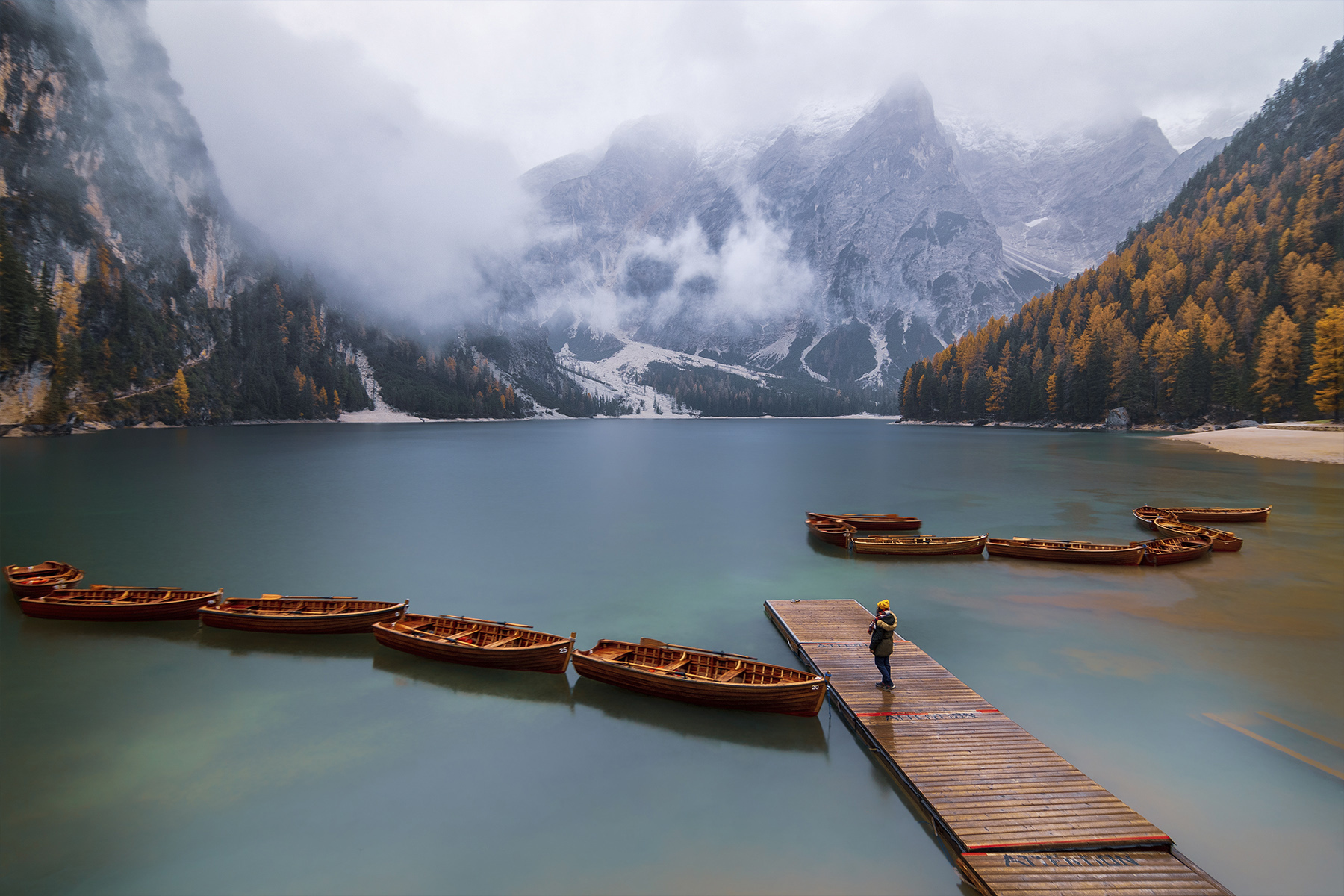
Le lac de Braies.

Le territoire de la commune de Braies s'étend dans la vallée de Braies, au cœur des Dolomites de Braies, à l'est du Tyrol du Sud. La majeure partie de la zone municipale est située dans le parc naturel Fanes - Sennes -  Braies et couvre un total de 89,26 km2. La vallée de Braies bifurque entre Monguelfo (hameau de la municipalité de Monguelfo-Tesido) et Villabassa dans le val Pusteria au sud et se divise bientôt en deux branches après l'entrée de la vallée : une sud-ouest et une sud.
Dans la branche sud-ouest, coule le rio Braies. Au fond de la vallée se trouve le lac de Braies, dominé par la Croda del Becco.
La branche orientée sud est drainée par le rio Stolla, le plus important des affluents du lac de Braies, et, à son extrémité, s'élève sur le haut plateau Prato Piazza. La branche est délimitée à l'est par une crête montagneuse, qui porte entre autres le Picco di Vallandro et le Crepe di Val Chiara, et sépare Braies du val di Lendro, qui appartient à Dobbiaco.

### Frazioni
Sur le territoire municipal de Braies, on trouve les frazioni suivantes : 
- Braies di Dentro (Innerprags) ;
- Braies di Fuori (Außerprags) ;
- San Vito (St. Veit) ;
- Ferrara (Schmieden).

### Communes limitrophes
Les communes limitrophes sont  Cortina d'Ampezzo, Dobbiaco, Marebbe, Monguelfo-Tesido, Valdaora et Villabassa.

## Histoire

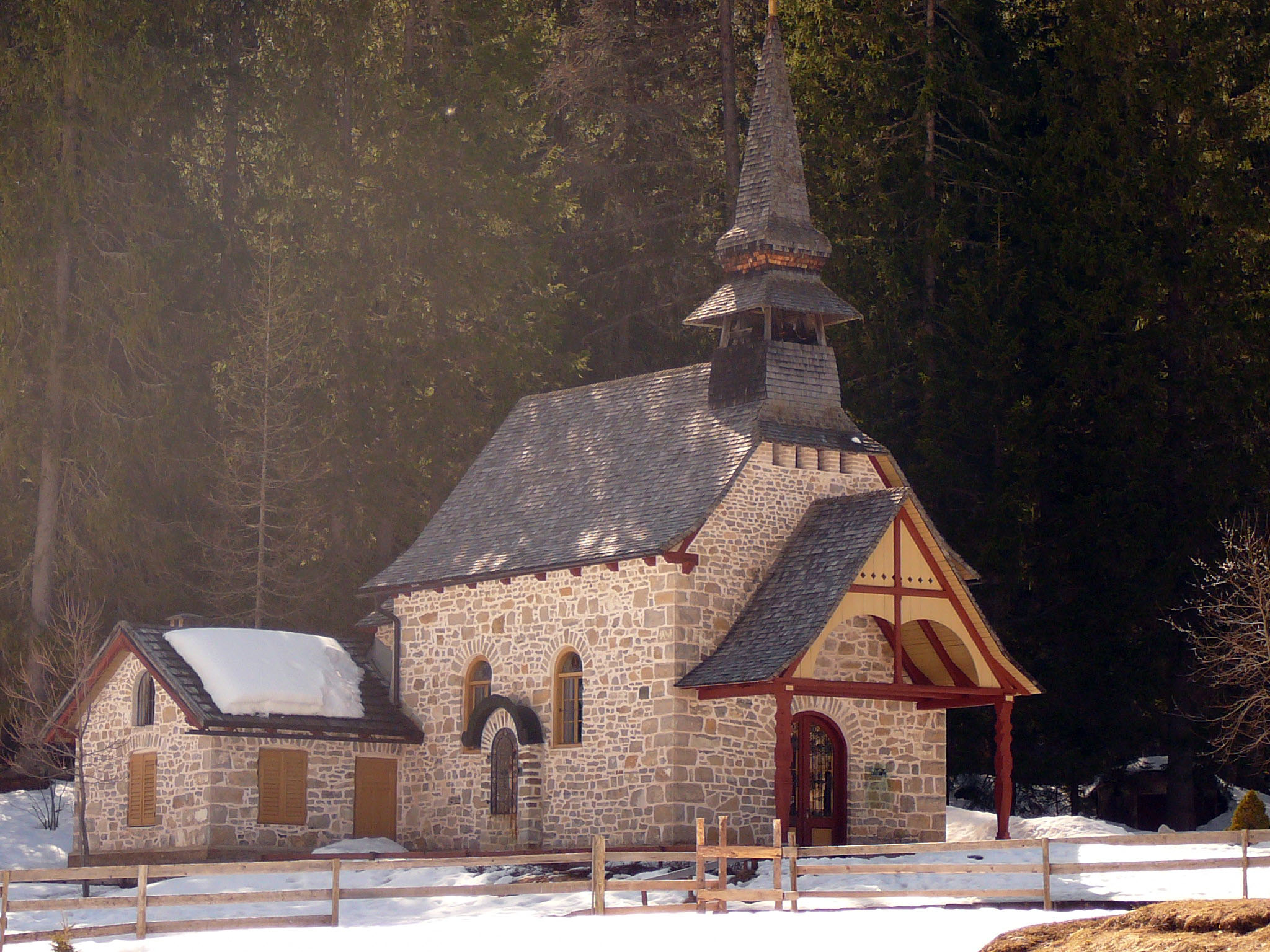
La Marienkapelle au lac de Braies.

Braies était déjà peuplé à l'époque préhistorique, comme en témoignent certaines découvertes, ainsi qu'à l'époque médiévale : les comtes du Tyrol y exerçaient leur juridiction. Le lac de Braies, à cette époque, faisait partie de la principauté épiscopale de Bressanone.
Pendant la Renaissance, les sources thermales du village le rendent très populaire, comme en témoigne le séjour, en 1491, de la comtesse Paola Gonzaga, épouse du comte de Goritz et du comte du Tyrol et duc de Carinthie Leonardo.
Parmi les monuments les plus importants conservés par la municipalité figurent l'église paroissiale dédiée à San Vito, datant du XIVe siècle et remaniée au XVIIe siècle, l'église de Cristo della Passione, construite vers 1720, l'hôtel Pragser Wildsee, sur les rives du lac homonyme, construit entre 1897 et 1899 par le célèbre architecte viennois Otto Schmid.
La vallée de Braies, comme beaucoup de vallées frontalières, a fait l'objet de fortifications pendant la période fasciste. Ces œuvres fortifiées font partie du mur alpin du Tyrol du Sud et plus précisément de la barrière de Braies. 
Dans l'hôtel Pragser Wildsee, d'éminents prisonniers ont été détenus jusqu'au 30 avril 1945, dont Martin Niemöller, Léon Blum, et Kurt Schuschnigg, en plus de groupes familiaux[pas clair]. Selon les directives d'Adolf Hitler, ces prisonniers étaient destinés à être exécutés, mais ils ont été libérés de la garde des SS à Villabassa peu de temps auparavant, à la demande du capitaine de la Wehrmacht Wichard von Alvensleben (de). 
Le 4 mai 1945, l'armée américaine atteint l'endroit et ramène les prisonniers libérés de la prison de Braies à Capri, où ils sont contrôlés sur leurs antécédents politiques,.

### Armoiries
Les armoiries représentent un cerf sur une montagne à trois pics, de couleur verte, traversé par un ruisseau ondulé. Elles ont été adoptées en 1968.

## Monuments et lieux d'intérêt

### Bains Vieux de Braies

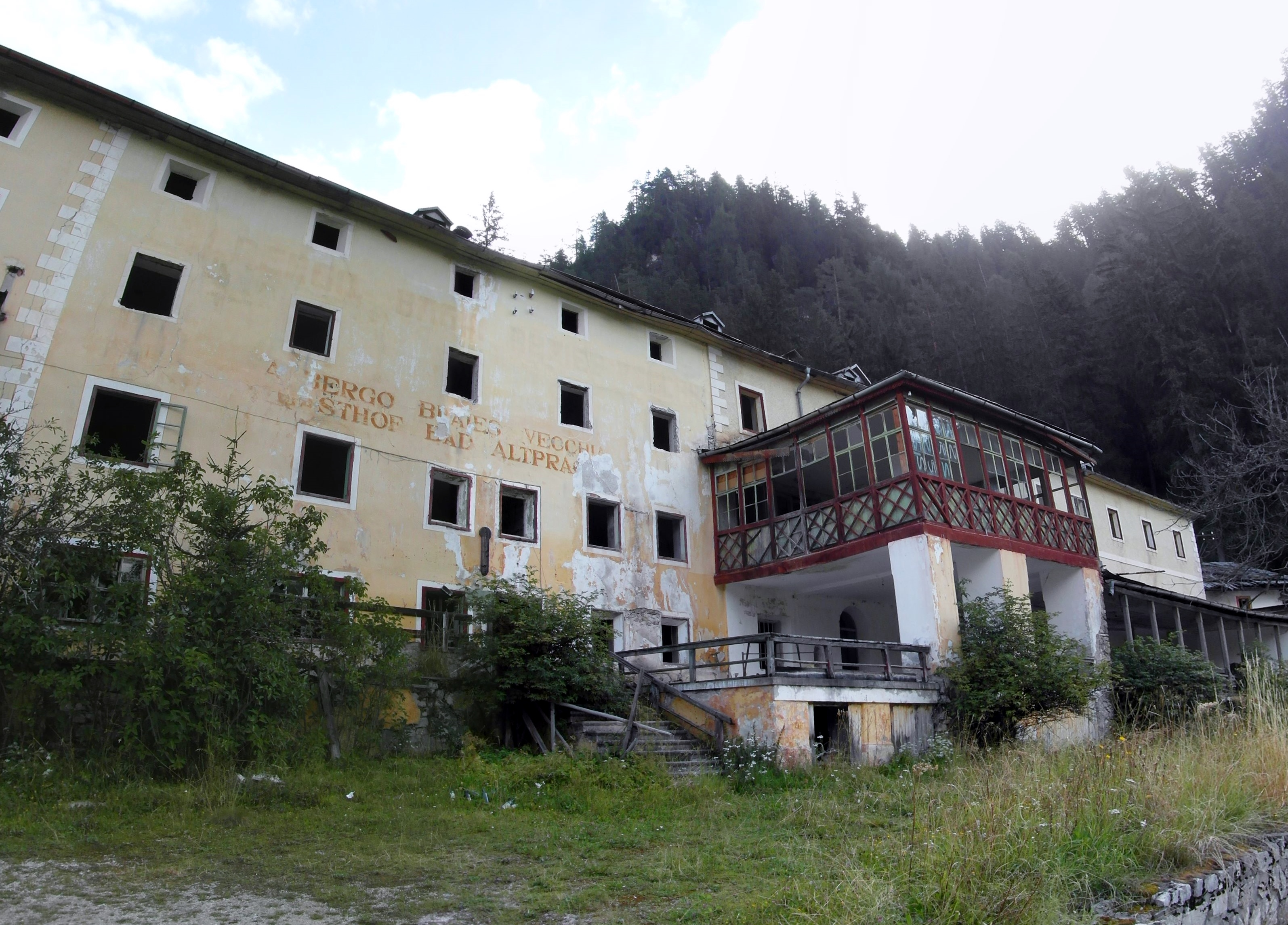
Les Bains Vieux de Braies.

En tournant à droite au carrefour du lac de Braies, après environ deux kilomètres, au carrefour de Braies Vecchia, se trouvent les Bains Vieux de Braies, aujourd'hui fermés bien que la structure architecturale soit intacte. Ils possèdent une histoire ancienne, en fait ils sont mentionnés depuis le XVe siècle.
Le bain thermal avec ses sources sulfureuses a dû être fréquenté dès 1490.
Les bains ont une source d'eau, le Hirschbrunn (littéralement « source du cerf »), dont la légende a inspiré les armoiries du village. Il y a aussi d'autres sources : Augen et une source d'eau potable.
Actuellement, à cet endroit, on peut toujours trouver de grandes casernes, très délabrées, ou encore une église et des pistes de ski.

## Société

### Répartition linguistique
Sa population est presque entièrement germanophone :
| %     | Groupe linguistique |
| ----- | ------------------- |
| 99,23 | Allemand            |
| 0,61  | Italien             |
| 0,15  | Ladin               |

### Tendances démographiques
| 1921 | 1931 | 1936 | 1951 | 1961 | 1971 | 1981 | 1991 | 2001 |
| ---- | ---- | ---- | ---- | ---- | ---- | ---- | ---- | ---- |
| 606  | 690  | 718  | 682  | 726  | 689  | 644  | 613  | 633  |

| 2011 | - | - | - | - | - | - | - | - |
| ---- | - | - | - | - | - | - | - | - |
| 672  | - | - | - | - | - | - | - | - |

### Éducation
Une école primaire est située à Braies. Elle est reliée au district scolaire de Dobbiaco.

## Administration
| Période                                  | Période  | Identité             | Étiquette                    | Qualité |
| ---------------------------------------- | -------- | -------------------- | ---------------------------- | ------- |
| 2005                                     | 2015     | Alfred Mutschlechner | Parti populaire sud-tyrolien |         |
| 2015                                     | En cours | Friedrich Mittermair | Parti populaire sud-tyrolien |         |
| Les données manquantes sont à compléter. |          |                      |                              |         |

## Activités sportives et de loisirs
- Remontées mécaniques à Bad Altprags
- Le lac de Braies est le point de départ du sentier de randonnée longue distance no 1 des Dolomites[11].